# Ekonomiåret 1957

## Händelser
- 6 februari - En svensk beredning avlämnar ett betänkande om allmän tilläggspension (ATP).
- 25 mars - Europeiska ekonomiska gemenskapen ("EEC"), bildas genom undertecknandet av Romfördraget.[1]
- 26 mars - Långtidsutredningen beräknar den svenska invandringen i framtiden till 10.000 per år på grund av behovet av arbetskraft.
- 10 juli - Den svenske riksbankschefen Per Åsbrink och tre socialdemokrater i bankfullmäktige väcker uppseende, när de höjer räntan utan att i förväg meddela regeringen.